# Pietro Lacava

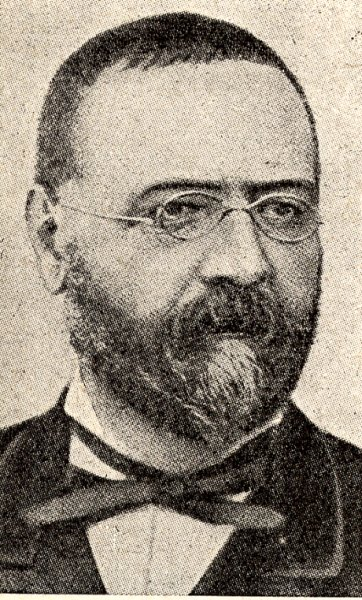
Pietro Lacava

Pietro Lacava, född 26 oktober 1835 i Corleto Perticara, död 26 december 1912 i Rom, var en italiensk politiker.
Lacava studerade juridik i Neapel och deltog 1860 i förberedelserna till störtandet av det bourbonska kungadömet, samt var därefter en tid polisdirektör i Neapel. År 1867 invaldes han till italienska deputeradekammaren, där han tillhörde vänstern och vid sin död var dess äldste ledamot. 
Lacava var 1876–77 generalsekreterare i inrikesministeriet under Giovanni Nicotera och 1878–79 för offentliga arbeten under Agostino Depretis. Han var under tiden mars 1889 till februari 1891 postminister, maj 1892 till november 1893 jordbruksminister, 1898 minister för offentliga arbeten samt slutligen 1907–09 finansminister under Giovanni Giolitti.